# Gephyrocapsa huxleyi
Espèce

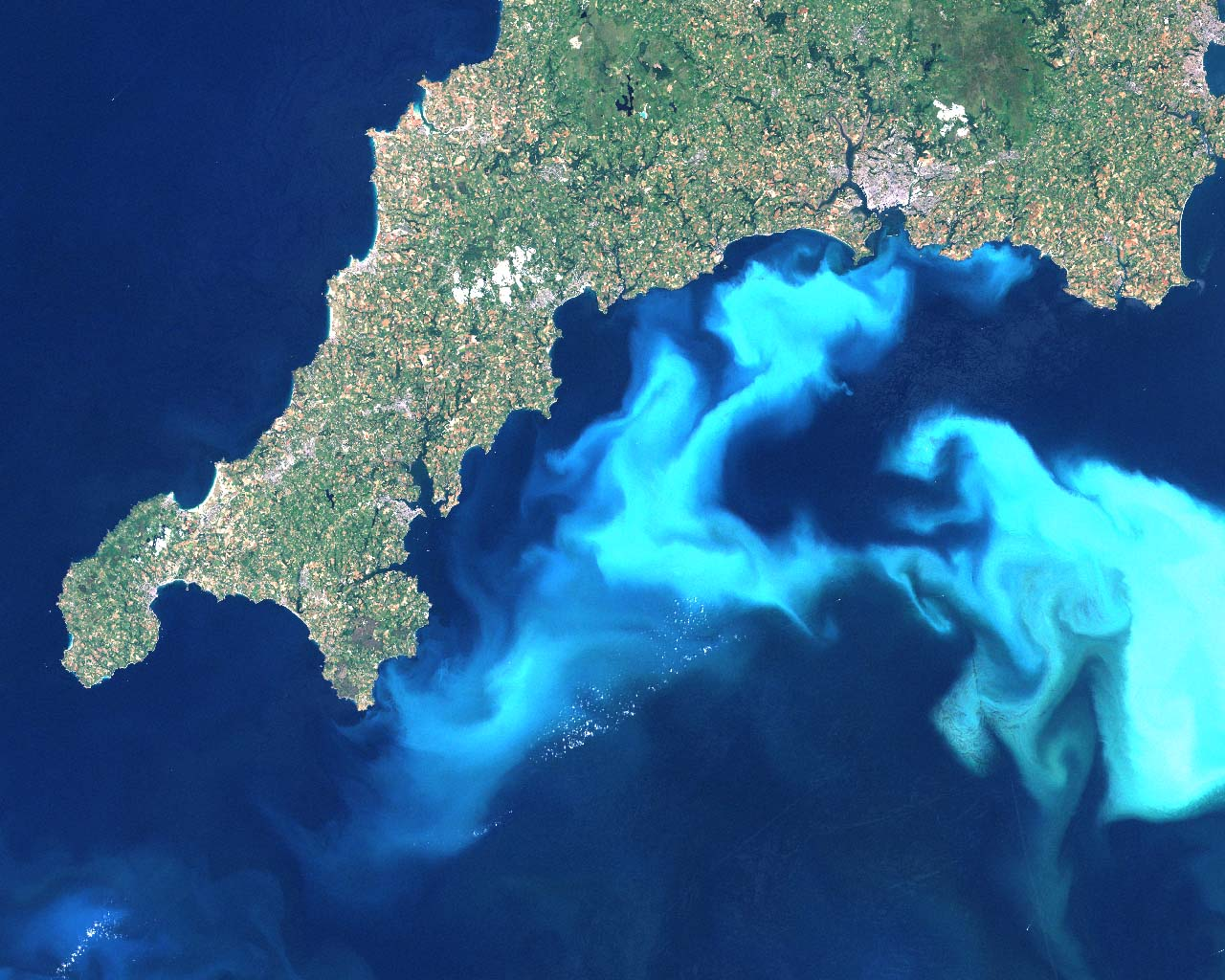
Efflorescence algale de Gephyrocapsa huxleyi photographié par Landsat le 24 juillet 1999

Gephyrocapsa huxleyi, avant Emiliania huxleyi (souvent désignée par l'abréviation « EHUX »), nommée d'après Thomas Huxley et Cesare Emiliani, est une espèce d'algue de la classe des Coccolithophyceae (syn. Prymnesiophyceae), de l'ordre des Coccolithophores qui est sur la planète numériquement la plus abondante et la plus généralisée. C'est un organisme pélagique, exclusivement marin qu'on trouve dans presque toutes les mers, hors zone équatoriale.
Cette algue unicellulaire est notamment étudiée pour les vastes efflorescences algales (blooms) qu'elle produit dans certaines conditions liées au thermocline d'été, comme d'autres algues de l'ordre des coccolithophoridés. Ses coccolithes sont transparents et incolores, mais dans la colonne d'eau, leur calcite réfracte la lumière de telle manière qu'une forte concentration continue de cette algue est nettement visible depuis l'espace. L'observation par satellite montre des efflorescences qui peuvent s'étendre sur de vastes surfaces (parfois plus de 100 000 kilomètres carrés). Les analyses d'échantillons d'eau montrent que G. huxleyi est alors de loin la principale espèce de phytoplancton de ces efflorescences.

## Composant essentiel du cycle du carbone et des cycles biogéochimiques planétaires
G. huxleyi protège son unique cellule sous une couche de coccolithes ; de minuscules plaques de calcite en forme d'assiette (discoïdes). Ces éléments calcaires en sédimentant par milliards de milliards sur les fonds marins après la mort des algues constituent la craie. Pour cette raison, cette algue joue un rôle majeur dans les équilibres climatiques (puits de carbone). Cette algue a le potentiel de jouer un rôle de source ou de puits de CO₂. Il a été suggéré que la présence de certains métaux en particulier le cobalt favoriserait la fixation du CO₂.
C'est cette espèce qui a inspiré à James Lovelock, l'hypothèse Gaia selon laquelle les organismes vivants, et les algues en particulier, exercent un rétrocontrôle sur le climat planétaire.

## Efflorescences et virus
Cette algue est à l'origine des efflorescences planctoniques nettement visibles d'avion et de satellites. Ces efflorescences apparaissent en quelques jours et sont limitées par divers organismes herbivores marins et surtout par des virus qui attaquent cette algue quand elle pullule. Le virus Ehv joue notamment un rôle majeur dans la régulation des populations d'algues, mais certaines peuvent lui échapper en passant d'un stade diploïde normal (génome présent en 2 exemplaires) à un stade haploïde, le temps que les populations de virus aient diminué,. Des transferts de gènes entre l'algue et le virus ont été découverts par les chercheurs du laboratoire Information génomique et structurale (CNRS) et de la station biologique de Roscoff (CNRS/UPMC),.

## Premières cellules sexuées?
Cette réduction d'une cellule diploïde à une cellule haploïde est précisément celle qui différencie les cellules sexuelles d'un organisme, tels spermatozoïdes ou ovules, des autres cellules qui composent ce même organisme. C'est pourquoi une autre équipe de la SBR pose la question de déterminer si la sexualité n'est pas une adaptation de cette stratégie de défense face à un virus.

## Bio-indicateur
Dans le cas de G. huxleyi, les éléments de la coque, mais aussi la partie souple de l'organisme, sont conservés dans les sédiments grâce à des composés chimiques, les alkenones (ou alcénones), produits par la cellule et très résistants à la diagenèse. Le taux d'alkenones trouvés dans les sédiments est utilisé par les sciences de la terre comme indice des températures passées des surfaces océaniques.